# 4454-es mellékút (Magyarország)
A 4454-es számú mellékút egy bő 6 kilométer hosszú, négy számjegyű országos közút Csongrád-Csanád vármegye területén. Hódmezővásárhely déli külterületeit köti össze közigazgatásilag Algyőhöz tartozó, de a községtől távol eső, a Tisza bal partján fekvő településrészekkel. A város irányából a Nagyfai Országos Büntetés-végrehajtási Intézetnek is ez az egyik megközelítési útvonala.

## Nyomvonala
Hódmezővásárhely Batida nevű külterületi városrésze közelében, attól kissé délre ágazik ki, a várost Makóval összekötő 4414-es útból kiágazva, annak 8,800-as kilométerszelvénye táján. Nyugat-délnyugati irányba indul, és nagyjából végig ugyanezt az irányt tartja, külterületi határrészek között húzódva. 5,5 kilométer után éri el Hódmezővásárhely és Algyő határvonalát, innen ez utóbbi település külterületein halad. A 4413-as útba beletorkollva ér véget, annak 8,200-as kilométerszelvénye közelében.
Teljes hossza, az országos közutak térképes nyilvántartását szolgáló kira.gov.hu adatbázisa szerint 6,019 kilométer.

## Települések az út mentén
- Hódmezővásárhely
- Algyő